# Limanu
Limanu község Constanța megyében, Dobrudzsában, Romániában. A hozzá tartozó települések: 2 Mai, Hagieni és Vama Veche.

## Fekvése
A település az ország délkeleti részén található, a Fekete-tengertől mintegy két kilométerre, a bolgár–román határ közelében. Konstancától ötven kilométerre délre, a legközelebbi várostól, Mangaliától pedig öt kilométerre délnyugatra helyezkedik el.

## Története
1863-ban alapították török és tatár telepesek, törökül Karaçuklu néven, románul Caracicula. 1878-ban került először román fennhatóság alá. Román ajkú lakosság fokozatos betelepítésének köszönhetően, a település etnikai összetétele a 20. század elején teljesen megváltozott.

## Lakossága
A nemzetiségi megoszlás a következő:
| 2002             | 2002 | 2002   |
| ---------------- | ---- | ------ |
| Románok          | 4180 | 88,05% |
| Lipovánok        | 297  | 6,25%  |
| Tatárok          | 186  | 3,91%  |
| Romák            | 59   | 1,24%  |
| Magyarok         | 13   | 0,27%  |
| Törökök          | 8    | 0,16%  |
| Ukránok          | 1    | 0,02%  |
| Lengyelek        | 1    | 0,02%  |
| Németek          | 1    | 0,02%  |
| Nem nyilatkoztak | 1    | 0,02%  |
| Összesen         | 4747 | 100,0% |

## Turizmus
Legjelentősebb vonzerejét a tenger közelsége jelenti. Látnivalói közül megemlíthető a 3,64 kilométer hosszúságú Limanu-barlang.